# Фелипе Росас
Фелипе Росас Санчез (Мексико Сити, 5. фебруар 1910 — 17. јун 1986) био је мексички фудбалер, који је био део мексичке фудбалске репрезентације на ФИФА-ином светском првенству 1930. године које се играло у Уругвају. Он је са својом браћом Мануелом Росасом и Хуаном Росасом био фудбалер фудбалског клуба Атланте из Мексико Ситија, а како је једном рекао колега голман Оскар Бонфиљо: „био је најбољи од нас“.